# حملات به اردوگاه‌های پناهندگان در جنگ غزه
در جنگ غزه، در چارچوب بمباران و تهاجم به غزه، نیروهای دفاعی اسرائیل حملات هوایی متعددی را به اردوگاه‌های پرجمعیت آوارگان فلسطینی در نوار غزه و کرانه باختری انجام داده‌اند.

## نوار غزه

### الشطی
در ۹ اکتبر ۲۰۲۳، در جریان جنگ اسرائیل و حماس، نیروهای دفاعی اسرائیل یک حمله هوایی را به اردوگاه آوارگان الشطی در نوار غزه صورت دادند و چهار مسجد را تخریب کردند. به گزارش رسانه‌های فلسطینی، در این حمله افراد درون آن کشته شدند. این اردوگاه سومین اردوگاه بزرگ پناهندگان غزه است که بیش از ۹۰۰۰۰ نفر جمعیت دارد. حمله دومی در ۱۲ اکتبر انجام شد که ۱۳ نفر را کشت.

### المغازی

#### ۱۷ اکتبر (مدرسه اونروا)
در ۱۷ اکتبر ۲۰۲۳، یک حمله هوایی توسط نیروهای دفاعی اسرائیل مدرسه آژانس امداد و کار سازمان ملل برای آوارگان فلسطینی در خاور نزدیک (اونروا) در اردوگاه آوارگان المغازی در نوار غزه را هدف قرار داد. شش نفر در این حمله هوایی کشته شدند. اونروا گفت که حداقل ۴۰۰۰ نفر از زمان شروع جنگ اسرائیل و حماس به این مدرسه پناه برده‌اند. در ۲۲ اکتبر، اونروا تأیید کرد که ۲۹ نفر از کارکنان آنها از ۷ اکتبر کشته شده‌اند که نیمی از آنها معلمان اونروا بودند. این آژانس همچنین افزود که تا ۲۱ اکتبر، نزدیک به ۱۸۰ غیرنظامی که در مدارس آنروا پناه گرفته بودند، مجروح و ۱۲ نفر کشته شدند، در حالی که ۳۸ تأسیسات آنروا تحت تأثیر حملات از ۷ اکتبر قرار گرفته‌اند.

#### ۵ نوامبر
در ۵ نوامبر ۲۰۲۳، در جریان تهاجم اسرائیل به نوار غزه، نیروهای دفاعی اسرائیل به اردوگاه آوارگان المغازی در مرکز نوار غزه حمله هوایی کردند. به گفته وزارت بهداشت غزه، دست کم ۴۵ نفر کشته شدند که بیشتر آنها زن و کودک بودند. ارتش اسرائیل حمله هوایی اسرائیل به این اردوگاه را تأیید نکرد و گفت که حملات هوایی آن «حملات مبتنی بر اطلاعات خاص، به ویژه علیه عناصر تروریستی» بوده است. این حمله هوایی به خانه‌ها و زیرساخت‌های همسایه خسارات زیادی وارد کرد. وزارت بهداشت غزه اعلام کرد که در پی این حمله هوایی بیش از ۳۰ جسد وارد بیمارستان شهدای الاقصی در دیرالبلح شد.

#### ۶ دسامبر
در ۶ دسامبر، حداقل ۱۰ نفر در یک حمله هوایی اسرائیل کشته شدند و تصور می‌رفت بسیاری از آنها هنوز در زیر آوار مدفون باشند.

#### ۲۴ و ۲۵ دسامبر
بر اساس گزارش‌ها، ۷۰ نفر در حملات هوایی اسرائیل کشته شدند. یکی از بازماندگان این حمله آن را «نابودی کامل و واقعی» منطقه مسکونی توصیف کرد. مردم با دست خالی به دنبال مجروحان می‌گشتند. مجروحان با گاری چوبی به نزدیکترین بیمارستان منتقل شدند. در ۲۵ دسامبر، تعداد کشته‌ها به ۱۰۶ افزایش یافته بود پس از این حمله، هفت خانواده از ثبت احوال مدنی حذف شدند، یعنی تک تک افراد آن خانواده کشته شده بودند. ساکنان اظهار داشتند که هیچ دستور تخلیه یا هشداری به آنها داده نشده بود. در ۲۸ دسامبر، ارتش اسرائیل اعلام کرد که تعداد کشته شدگان بسیار زیاد است، زیرا آنها از «نوع اشتباهی از مهمات» استفاده کرده بودند. ساکنان چهار روز پس از اعتصاب اولیه به تلاش برای حفاری و بیرون کشیدن قربانیان ادامه دادند.

#### ۲۸ دسامبر
شماری از مردم پس از یک حمله هوایی در ۲۸ دسامبر کشته شدند.

#### ۹ ژانویه ۲۰۲۴
حمله‌های عظیمی در ۹ ژانویه گزارش شد که هانی محمود، خبرنگار الجزیره درباره‌شان گفت: «مردم در این نوار کوچک زمین در تله افتاده‌اند و در انتظار مرگند.»

## واکنش‌ها
وزارت امور خارجه مالزی در واکنش به حمله هوایی اسرائیل به اردوگاه نصیرات در ۱۴ مارس ۲۰۲۴، این حمله را محکوم کرد و گفت: «این اقدام تجاوزکارانه مذموم علیه غیرنظامیان بیگناه، نشان دهنده بی‌توجهی آشکار مقامات اسرائیلی به حقوق بشر و قوانین بین‌المللی است. ".